# Hannes Zingerle (Politiker)
Hannes Zingerle (* 11. Jänner 1987 in Brixen) ist ein Südtiroler Politiker.

## Biographie
Der aus Vintl gebürtige Zingerle absolvierte nach seiner Matura an der Handelsoberschule in Bruneck an der Freien Universität Bozen ein Studium der Kommunikationswissenschaft, das er mit einer Bachelorarbeit über Marketing und Management von Non-Profit-Organisationen abschloss. Das private Engagement des ausgebildeten Skilehrers gilt insbesondere den lokalen Musikkapellen.
Politisch aktiv wurde Zingerle zunächst auf Gemeindeebene, wo er die örtliche Jugendorganisation der Freiheitlichen aufbaute. 2010 gelang ihm der Einzug in den Vintler Gemeinderat. Bei den Landtagswahlen 2013 verpasste er als Siebtgereihter der Freiheitlichen nach Vorzugsstimmen knapp ein Mandat. 2014 trat er aufgrund interner Konflikte aus der Partei aus, bei den Gemeinderatswahlen im folgenden Jahr kandidierte er erfolgreich für eine Bürgerliste. Als Pius Leitner im März 2017 seinen Rücktritt von allen politischen Ämtern einreichte, ergab sich für Zingerle die Möglichkeit, in den Südtiroler Landtag und damit gleichzeitig den Regionalrat Trentino-Südtirol nachzurücken. Nach einer Aussöhnung mit der Parteileitung der Freiheitlichen wurde er am 4. April 2017 als Abgeordneter vereidigt. Im Rahmen der Landtagswahlen 2018 erlitten die Freiheitlichen starke Stimmenverluste und Zingerle verpasste mit 1.367 Vorzugsstimmen eine Wiederwahl.